# اوژرلیه
شهر اوژرلیه (به روسی: Ожерелье) در کشور روسیه و در اوبلاست مسکو واقع شده‌است.